# Condado de Sanok
Condado de Sanok (polaco: powiat sanocki) é um powiat (condado) da Polónia, na voivodia de Subcarpácia. A sede do condado é a cidade de Sanok. Estende-se por uma área de 1225,12 km², com 94 622 habitantes, segundo os censos de 2005, com uma densidade 77,23 hab/km².

## Demografia
População (dados de 30 de Junho de 2005):
|          | Total   | Total | Mulheres | Mulheres | Homens  | Homens |
| -------- | ------- | ----- | -------- | -------- | ------- | ------ |
|          | pessoas | %     | pessoas  | %        | pessoas | %      |
| Total    | 94 622  | 100   | 48 284   | 51       | 46 338  | 49     |
| Cidades  | 44 537  | 100   | 23 196   | 52,1     | 21 341  | 47,9   |
| Povoados | 50 085  | 100   | 25 088   | 50,1     | 24 997  | 49,9   |